# Music (album Davida Garretta)
Music – album Davida Garretta wydany w 2012 roku.

## Lista utworów
1. Viva la Vida (Coldplay cover)
2. Cry Me a River (Justin Timberlake cover)
3. Beethoven Scherzo (Ludwig Van Beethoven)
4. Human Nature (Michael Jackson)
5. Tico Tico (David Garrett)
6. Chopin Nocturne (Fryderyk Chopin)
7. Whole Lotta Bond (John Barry)
8. Clementi Sonatina (Muzio Clementi)
9. Sandstorm (Darude)
10. Music
11. Sabre Dance
12. Bach Double Harpsichord Concerto In C Major (Johann Sebastian Bach
13. We Will Rock You (Queen)
14. Celtic Rondo
15. Ode To Joy (wraz z The European Community Choir)